# Opoona
Opoona (オプーナ?, Opūna) è un videogioco di ruolo alla giapponese sviluppato da ArtePiazza e pubblicato da Koei nel 2007 per Wii. Il giocatore segue la storia del protagonista Opoona mentre cerca di ritrovare la sua famiglia, da cui viene separato al verificarsi di un misterioso incidente durante i loro viaggi.

## Trama
Prima degli eventi di Opoona, il pianeta Landroll venne colpito da un grande meteorite composto da energia oscura cristallizzata. Metà del corpo celeste, un tempo verde e rigoglioso, morì a causa dell'impatto, dando origine alle Deadlands. La vita dei sopravvissuti cambiò radicalmente: l'impatto provocò uno spostamento della gravità, rendendo il movimento del sole sincrono a quello del pianeta. Gli animali morirono e la vegetazione appassì a causa del calore; misteriose creature, note come Rogues, emersero dal meteorite e iniziarono ad attaccare le persone. Gli umani costruirono delle robuste cupole di vetro sopra le città sopravvissute di Landroll, divise in base alle abilità e caratteristiche dei loro abitanti, e gestite da un sistema che permette di viaggiare tra cupole solo attraverso l'acquisizione di licenze o all'assegnazione di lavori: l'OMP. Sanctuary, un'isola galleggiante sopra il polo nord, rimase illesa, mentre le aree abitabili al di fuori delle cupole divennero terre selvagge.
Diverse centinaia di anni dopo l'impatto del meteorite, Opoona e i suoi fratelli, Copoona e Poleena, sono in vacanza di famiglia dal pianeta Tizia con i loro genitori, Momeena, Dadeena e con i copiloti Troc e Noix, viaggiando a bordo di un'astronave verso Landroll. Momeena racconta a Opoona che suo zio, Roidman, vive sul pianeta e sta conducendo ricerche su come ridurre la popolazione dei Rogue. Poco dopo, l'astronave viene attaccata da una misteriosa energia oscura e i tre bambini vengono eiettati in due capsule di salvataggio diverse prima che l'astronave si schianti su Landroll.
Opoona si risveglia da un coma nella Cupola di Tokione, informato dell'incidente e della posizione dei genitori, attualmente in cura dai Saggi a Sanctuary. Viene presentato ad Aizal, il Capo Saggio, che dice a Opoona che ci vorrà del tempo prima che si riprendano, a causa della carenza di Matia (MT): l'energia cristallizzata della terra, utilizzata come merce di scambio o estratta come fonte di energia curativa dai Saggi. Opoona viene iscritto alla scuola Starhouse e viene addestrato come Guardia di Landroll con l'aiuto della giovane guardia Chaika e del comandante Goldy; alla Starhouse, si riunisce con il fratello Copoona, che non ha idea di dove si trovi la capsula di salvataggio della sorella. Pochi giorni dopo l'incidente con l'astronave, la capsula di salvataggio di Poleena viene scoperta nelle terre selvagge, sulla costa di Orcalphin: un'anziana donna, Creola, consiglia a Goldy di prendersi cura di Poleena da sola, senza informare Aizel.
Opoona si diploma alla Starhouse come Guardia di Livello Uno e riceve degli incarichi alle capsule di Lifeborn, Artiela e Intelligent Sea, dove viene impiegato temporaneamente dalle aziende Bravo e Shine per rimuovere dei bug di programmazione e per aiutare i pazienti nel reparto ospedaliero. Uno dei pazienti lo informa di essere il padre di Chaika, un'ingegnera esperta che dopo aver controllato il file del database di Opoona dall'astronave, gli rivela che l'attacco è stato inviato da Shagla, il fratello gemello più giovane di Aizel, misteriosamente scomparso anni prima. Chaika ritiene che qualcosa non quadri, dal momento che da diversi anni non è stata messa in servizio una flotta abbastanza grande da poter distruggere un'astronave.
A Opoona viene concesso di ritirarsi in una cupola residenziale chiamata Paradiso, e di partecipare a una cerimonia ufficiale a Sanctuary. Il gruppo arriva a Sanctuary e incontra Aizal nella Cattedrale, che lancia su entrambi un incantesimo estremamente potente, privandoli sia dei loro poteri che dei loro ricordi. Poleena rimane incosciente per un po' di tempo dopo l'incidente a Sanctuary; Creola le chiede di portarle i suoi due fratelli maggiori, quindi inizia a viaggiare attraverso le Terre Sacre, ora infestate dai Rogue. Incontra finalmente Copoona a Paradiso e riporta quindi i fratelli alla capanna di Creola, dove recuperano i loro poteri e ricordi.
Creola chiede a entrambi di recuperare suo figlio Shagla dalla Prigione Terrestre, ingiustamente imprigionato per anni, dimostrando che l'attacco all'astronave non venne ordinato da Shagla, bensì dal comandante di Aizel, Babushca. Dopo aver salvato Shagla dalla prigione, Creola rivela nella sua capanna un passaggio che conduce a una base sotterranea dei Partigiani. Questi vengono reclutati dal gruppo di Opoona, sotto consiglio di Roidman, assieme a cui sconfiggeranno poi Aizal e Babuscha, salvando Landroll.

### Ambientazione

#### Tokione
Una cupola composta da tre torri, collegate tra loro attraverso una struttura sotterranea quasi labirintica da cui si può accedere a musei e hotel di lusso: Torre delle Licenze, Torre dello Shopping e Starhouse, la struttura educativa attorno cui è incentrata. A Tokione, infatti, il grado iniziale dei residenti è quello di studenti, così da incoraggiare i bambini allo studio.

#### Starhouse
Alta cinque piani sopra il livello del suolo, ospita numerose aule e dormitori. Agli studenti è permesso di laurearsi dopo aver raggiunto determinate condizioni d'idoneità prestabilite, ma alcuni cittadini anziani decidono di rimanere studenti per scelta personale.

#### Lifeborn
La cupola che controlla la produzione alimentare di tutto il pianeta. Ospita laghetti da pesca, fattorie, fabbriche (che trattano i minerali utilizzati come valuta locale), ristoranti fast food, condomini di lusso. Al di fuori della cupola è presente una miniera abbandonata, utilizzata in passato per l'estrazione di minerali ormai esauriti.

#### Artiela
La cupola che controlla il settore artistico e dell'intrattenimento di Landroll, ospitando stazioni televisive, musei, auditorium, ecc.

#### Intelligent Sea
Una cupola costruita al centro di un lago, accessibile esclusivamente attraverso l'utilizzo di una barca o di un tunnel sotterraneo. Adibita alle compagnie Bravo e Shine, ospita le loro sedi e la casa del loro presidente Hope.

#### Sanctuary
La cupola dove i vivono i Saggi di Landroll, che non venendo retribuiti per il loro ruolo ed essendo proibiti dall'assunzione di lavori secondari, coltivano verdure a mano e vivono una vita autosufficiente. Ospita una Cattedrale.

#### Paradiso
Una cupola avvolta nel mistero, i cui dettagli sono tenuti nascosti dal pubblico assieme ai requisiti da soddisfare per trasferirvici: coloro che raggiungono la loro quota di vita hanno il diritto di trasferirsi dopo essere stati battezzati nella Cattedrale di Sanctuary, liberi da ogni obbligo lavorativo.

### Personaggi

#### Tiziani
Una razza aliena molto potente proveniente dal pianeta Tizia, hanno l'abilità di controllare psichicamente dei Bon-Bon (in italiano, "caramella") energetici che fluttuano attorno a loro, utilizzandoli come proiettili talmente potenti da poter rompere le ossa dei loro obiettivi. I Bon-Bon sono un tratto caratteristico unico ai tiziani: sono composti da energia cristallizzata, variano per forma, dimensione e colore, e rendono i tiziani riconosciuti in tutto l'universo come una temibile razza di combattenti. Essendo la sede del quartier generale, a Tizia ci si aspetta che ogni bambino tiziano si unisca prima o poi alla Guardia del Cosmo, i protettori della pace nell'universo. Le idee principali della Guardia del Cosmo compongono la Costituzione Tiziana, che ogni Tiziano è tenuto a memorizzare e recitare ogni giorno:
Non usare il tuo bonbon in modo sconsiderato.
1. Non sopravvalutare il tuo potere.
2. Non provare empatia per l'energia oscura.
3. Non cercare di assumere il controllo.
4. Combattere la malvagità con tutte le tue forze.

Date le loro abilità fisiche uniche, i tiziani possono svolgere in poco tempo le mansioni che altrimenti terrebbero occupato per tutta la vita un abitante di Landroll.
- Opoona (オプーナ?, Opūna) - Il protagonista del gioco e il fratello maggiore, ha un bonbon arancione sopra la testa. È un bambino vivace, membro delle Guardie del Cosmo. Nonostante la sua inesperienza nella lotta, dato il divieto per i bambini di partecipare a delle battaglie su Tizia, viene scelto e addestrato come Guardia di Landroll per le sue potenzialità combattive.
- Poleena (ポリーナ?, Porīna) - La sorella di Opoona, ha un carattere simile a quello della madre, ha due bonbon gialli sopra la testa che ricordano degli odango. Rimanendo sotto protezione dei fratelli, non assume alcun ruolo specifico.
- Copoona (コプーナ?, Kopūna) - Il fratello minore e più maturo dei tre, ha un bonbon viola che prende il posto delle sue gambe. Accompagnato sin dall'inizio del gioco dal saggio Sarit, uno degli anziani più rispettati di Landroll, scopre di possedere una potente forza. Essendo incline al ruolo di saggio dato il posizionamento del suo bonbon, segue la sua vocazione e finisce per addestrarsi per il ruolo sull'isola dei saggi.
- Dadeena (ダディーナ?, Dadīna) - Il padre di Opoona, ha tre bonbon blu incolonnati sopra la testa. Un eroe della Guardia del Cosmo e uno degli unici cinque Startiziani nella storia di Tizia.
- Momeena (マミィーナ?, Mamyīna) - La madre di Opoona, ha due bonbon viola sulla testa che ricordano delle trecce.
- Roidman - Il fratello di Momeena, ha tre bonbon verde chiaro sulla testa ed un monocolo arancione sull'occhio destro.
- Tron - Uno dei due copiloti dell'astronave e subordinato di Dadeena, ha un bonbon verde sulla sua testa squadrata.
- Noix - Uno dei due copiloti dell'astronave e subordinato di Dadeena, ha un bonbon di colore blu sulla testa.

#### Abitanti di Landroll
- Chaika (チャイカ?, Chaika) - Amica di Opoona, ingegnera della Shine e Guardia di Landroll part-time. Viene riconosciuta per le sue abilità dal Capitano Goldy. Entra a far parte del gruppo di Opoona per un breve periodo, ma non può essere controllata.
- Goldy (ゴルディ?, Gorudi) - Capo e capitano del corpo delle Guardie di Landroll.
- Aizal (アイゼル?, Aizeru) - Capo dei saggi e fratello maggiore di Shagla.
- Shagla (シャグラ?, Shagura) - Il fratello minore di Aizal. Si diceva fosse scomparso dopo essere stato assorbito dall'energia oscura dopo aver provato ad allenarsi con Aizal nella Torre della Meditazione.
- Ted (テッド?, Teddo) - Amico di Opoona, una Guardia di Landroll ancora ancora in tirocinio che vive presso la Starhouse. Prende in giro Opoona perché bambino, ma diventa il suo primo amico a Landroll. Lascia la Starhouse con i suoi genitori nello stesso momento in cui si diploma Opoona.
- Mussoltus (ムソルタス?, Musorutasu) - Un musicista amico di Opoona e amico stretto di Mendel.
- Mendel (メンデル?, Menderu) - Un artigiano di strumenti musicali amico di Opoona e amico stretto di Mussoltus.
- Presidente Hope (ホップ?, Hoppu) - Amico di Opoona e presidente delle due più grandi aziende di Landroll: Bravo e Shine.
- Kashira (カシラ?, Kashira) - Amica di Opoona e capo di Anemos, una città che si ribellò al controllo dellOMP sulla società abbandonando le cupole.
- Joey (ジョイ?, Joi) - Un ribelle ricercato di Anemos e amico di Opoona.
- Mira (ミラ?, Mira) - La presidente dell'Unione Studentesca della Starhouse, assume il ruolo di una sorella maggiore per Opoona.
- Jingle (ジングル?, Jinguru) - Un ragazzo scienziato che lavora nel laboratorio della Starhouse.
- Massao (マサオ?, Masao) - Uno studente in scambio della Starhouse che proviene dal pianeta Nico Nico.
- Mac (マック?, Makku) - Il direttore della catena di fast food Eat Everyday a Lifeborn. Il suo hobby è armeggiare con le macchine.
- Michelle (ミシェル?, Misheru) - Un'istruttrice di Seamaster che gestisce il laghetto da pesca a Lifeborn.
- Joseph (ヨゼフ?, Yozefu) - Un ricco ex-ingegnere delle miniere che ora live in un attico a Lifeborn.
- Angie (アンジュ?, Anju) - Una ragazza che punta a diventare un idol ad Artiela, anche se sta perdendo fede perché non riesce a tenere il passo con le difficili lezioni.
- Nikita (ニキータ?, Nikīta) - La regina delle pubblicità di Landroll.
- Mimi (ミミィ?, Mimyi) - Una popolare idol ad Artiela.
- George (ジョージ?, Jōji) - Presidente dell'Associazione Internazionale di Agricoltori, chiede ad Opoona di collezionare dei minerali così da utilizzarli come fertilizzante nei campi.

## Modalità di gioco
Durante il gioco, Opoona riceverà varie licenze per lavori diversi, procedendo così nella storia principale o personalizzando la propria esperienza.

### Active Bon-Bon Battle System
Nelle battaglie, muovendo lo stick analogico del Nunchuk si può regolare, a seconda della situazione, la traiettoria del Bon-Bon energetico sparato come proiettile. Questo stile di gioco è denominato nel gioco Active Bon-Bon Battle System (Sistema di battaglia Bon-Bon attivo), dove tutte le azioni avvengono in tempo reale.

## Colonna sonora
Hitoshi Sakimoto, meglio conosciuto per aver composto Final Fantasy XII, ha prodotto la colonna sonora assieme a cinque musicisti del suo studio musicale Basiscape. Sakimoto ha organizzato la colonna sonora seguendo dei suoni "futuristici", come aveva fatto con molte delle sue composizioni passate, combinando musica orchestrale con un sintetizzatore. La composizione delle canzoni avvenne attraverso la prospettiva dei personaggi, per presentare in qualche modo la loro simpatia e personalità. La colonna sonora ufficiale di Opoona venne venduta sotto forma di 3 dischi a partire dal 22 dicembre 2010, più di tre anni dopo la pubblicazione del gioco in Giappone.

## Sviluppo
Opoona è stato sviluppato da ArtePiazza, una società giapponese responsabile della creazione e del porting dei giochi della serie Dragon Quest per Enix, assegnando la programmazione alla Cattle Call. Dai team di Dragon Quest derivano Shintaro Majima e Sachiko Sugimura, che assunsero rispettivamente i ruoli di direttore artistico e sceneggiatore del progetto.
Il creatore della serie Samurai Warriors, Yoshiki Sugiyama, spinse il gioco alla direzione della Konami, che dopo un'iniziale riluttanza diede il via libera allo sviluppo (anche grazie all'intervento diretto di Yuji Horii e Keiko Erigawa), assegnandogli il ruolo di direttore esecutivo del progetto.
L'editore Koei ha chiesto ad ArtePiazza di "creare immagini divertenti e uniche che trasmettano il divertimento di un gioco di ruolo in modo semplice" al posto dell'utilizzo di una grafica realistica e di hardware all'avanguardia disponibile al momento della produzione del gioco. Invece di utilizzare il tradizionale motivo dell'"eroe singolo" o del "prescelto" dei giochi di ruolo, i membri dello staff di ArtePiazza hanno deciso di sottolineare l'importanza delle relazioni e della famiglia in Opoona: Sachiko Sugimura ha infatti affermato che ogni singola persona significa qualcosa e che il mondo cresce e cambia in base alle relazioni amorose tra tutte le persone, invece di rappresentare il personaggio principale solo come un'esistenza speciale. Artepiazza voleva che Opoona si rivolgesse a membri della famiglia di tutte le età e non solo ai bambini. Il team ha progettato il gioco in modo che possa essere giocato solo con il Nunchuk della Wii, così che il giocatore possa giocare tranquillamente con una mano mentre si rilassa o mangia, chiamando questo sistema in inglese Easy Thumb Play, "Gioco con il pollice facile". Inizialmente gli sviluppatori volevano escludere qualsiasi altra opzione di controllo, ma hanno deciso di consentire agli utenti di utilizzare il WiiMote o il Classic Controller nel caso lo preferissero.
Shintaro Majima ha dichiarato che la prima ispirazione per la creazione di Opoona gli è arrivata dopo essersi svegliato da un pisolino, aver fatto un bagno e aver disegnato sullo specchio del bagno. I personaggi principali dovevano essere abbastanza semplici da poter essere facilmente ridisegnati dai bambini; i nemici erano progettati come oggetti non viventi per renderli distinti. L'interesse personale di Majima per l'architettura moderna e il design industriale furono la forza trainante dello stile visivo di Opoona e del fatto che lo stile "pulito" e "moderno" della Wii si sovrapponesse a quello del gioco. Il fratello di Majima, Tatuso, un artista moderno, progettò i luoghi e i paesaggi utilizzando quella che considerava la miscela più attraente di realtà e immaginazione.
ArtePiazza iniziò a lavorare su Opoona nella primavera ed estate del 2005. Il progetto non ebbe alcun editore fino a quando il designer di Dragon Quest Yūji Horii non diede il via ai colloqui tra ArtePiazza e Koei dopo l'E3 del 2006. Fu Majima a inventare il titolo del gioco e il nome del protagonista. Utilizzando un proiettile Energy Bon-Bon come lettera "o" nel titolo, la scritta Opoona doveva assomigliare a un bambino che lo spara rapidamente. Le tre "o" nel titolo dovevano inoltre richiamare la forma rotonda di Opoona. Venne annunciato come un RPG senza titolo nel numero di settembre 2006 della rivista giapponese Famitsu. Il titolo definitivo fu svelato con un video di presentazione in un evento stampa ospitato dalla Koei il 14 marzo del 2007 nella Grande Torre Centrale di Shinagawa, a Tokyo. Opoona venne pubblicato in Giappone il 1º novembre 2007 (i piani iniziali prevedevano di distribuirlo dal 27 settembre ma scelsero di posporre la data per effettuare dei miglioramenti della qualità) e in Nord America il 25 marzo 2008. L'uscita del gioco in Europa era prevista per il 25 luglio 2008, ma venne posticipata a settembre dello stesso anno.

## Accoglienza
| Testata                                | Giudizio |  |
| -------------------------------------- | -------- |  |
| Metacritic (media al 1º febbraio 2025) | 65/100   |  |
| GameRankings (media al 09-12-2019)     | 65.72%   |  |
| Destructoid                            | 7,5/10   |  |
| Edge                                   | 7/10     |  |
| Eurogamer                              | 6/10     |  |
| Famitsu                                | 31/40    |  |
| Game Informer                          | 5,5/10   |  |
| GamePro                                | 3/5      |  |
| GameRevolution                         | C−       |  |
| GameSpot                               | 6,5/10   |  |
| GameSpy                                | 3.5/5    |  |
| GameTrailers                           | 6,9/10   |  |
| GameZone                               | 8/10     |  |
| IGN                                    | 6,8/10   |  |
| Nintendo Life                          | 7/10     |  |
| Nintendo Power                         | 7/10     |  |
| 411Mania                               | 1,5/10   |  |

Opoona soffrì delle scarse vendite al suo lancio sul mercato giapponese, vendendo un totale di circa 8.000 copie nel 2009. Il gioco è stato infatti pubblicato lo stesso giorno di Super Mario Galaxy della Nintendo, un titolo che Artepiazza e Koei non avevano previsto come concorrente poiché appartenente ad un genere diverso. Dopo la distribuzione internazionale, finì per vendere un totale di 90.000 copie sul mercato globale nel 2012. Opoona ha ricevuto una recensione positiva dalla rivista giapponese Famitsu, che gli ha dato un punteggio di tre otto e un sette per un totale di 31 su 40, attribuendo i meriti alla rappresentazione dei personaggi, alla lunghezza, alla musica e al livello di difficoltà. Altrove, Opoona ha ricevuto recensioni "miste" secondo il sito web Metacritic. Eurogamer ha elogiato il sistema di controllo, il ritmo e la presentazione, scrivendo "è affascinante, strano e spesso divertente, ma troppo superficiale e dilungato".

## Eredità
Il costume di Opoona è disponibile per il personaggio Zack di Dead or Alive: Dimensions, gioco pubblicato da Koei Tecmo nel 2011 per 3DS. Opoona è apparso come uno dei personaggi giocabili nel gioco crossover del 2017 Warriors All-Stars, doppiato da Yusuke Kobayashi. Sul forum giapponese 2channel, Opoona viene spesso rappresentato in arte ASCII nelle storie pubblicate nella sezione Hardware/Game Industry riguardanti il monitoraggio delle vendite, facendo riferimento alle scarse vendite sofferte per errore della Koei e ArtePiazza e prendendo il nome di Yaruo Opoona (やるオプーナ?, Yaru Opūna).